# بروس فولر (مغني أوبرا)
بروس فولر (بالإنجليزية: Bruce Fowler)‏ هو مغني أوبرا أمريكي، ولد في 1965.